# Lijst van sketches van Mannen van de Radio
Dit is een tot zover bekende lijst van sketches van Mannen van de Radio. De eerste 26 sketches in de lijst zijn uitgebracht op cd en als zodanig genummerd; de andere zijn her en der op internet te vinden. Sinds 12 december 2016 heeft de VPRO 25 verzamelbanden (podcasts) op internet geplaatst.
Enig voorbehoud is geboden. Sommige sketches circuleren onder meerdere namen op het internet en de namen zijn dan vaak ook niet officieel bevestigd. Ook de duur van de sketch kan verschillen, doordat van sommige stukjes meerdere versies in omloop zijn. Ook de namen van de personages zijn soms slecht te verstaan, bijvoorbeeld door de beginmelodie.
| Naam                                                        | Duur  | Cd | VPRO | Personages                                  | Vertolkt door (HT Hans Teeuwen, PB Pieter Bouwman, TM Theo Maassen) | Verhaal |
| ----------------------------------------------------------- | ----- | -- | ---- | ------------------------------------------- | ------------------------------------------------------------------- | --- |
| Aubergines                                                  | 2.28  | 1  | 1    |                                             | HT, PB                                                              | Een man heeft 400 kilo aubergines gekocht, maar zijn partner heeft daar zijn vragen bij. |
| Ballonnen vouwen                                            | 4.41  | 2  | 7    | Hans Geldrop                                | HT, PB                                                              | Man heeft het ballonnen vouwen tot hogere kunst verheven. |
| Trui                                                        | 2.21  | 3  | 8    | Koos Verbrugge                              | HT, PB                                                              | Man is al jarenlang tevergeefs op zoek naar een trui. |
| Jezus                                                       | 9.24  | 4  | 2    |                                             | HT, PB                                                              | Een man probeert een jongen van het christelijk geloof te overtuigen. |
| Nieuwe ziekte                                               | 3.51  | 5  | 5.7  | Bob Kampenaar                               | HT, PB                                                              | Man is erg prikkelbaar als gevolg van een ziekte. |
| Menukaart                                                   | 4.15  | 6  |      |                                             | HT, PB                                                              | Twee mannen willen een pizza bestellen. |
| Hittegolf                                                   | 4.44  | 7  | 24   |                                             | HT, PB                                                              | Man speelt hittegolf op het toneel (of in een film). |
| Helderziende                                                | 6.29  | 8  |      |                                             | HT, PB                                                              | Man doet zich voor als helderziende en helpt een vermissing op te sporen. |
| Ouwe vrijster                                               | 5.01  | 9  |      |                                             | HT, PB                                                              | Vrouw had geen zin om een ouwe vrijster te worden. |
| Marmotten en geiten                                         | 6.11  | 10 | 23   | Arend-Jan / Jozef                           | HT, PB                                                              | Man verzamelt marmotten en geiten. |
| SS Mariska Veres                                            | 5.18  | 11 | 7    | Dhr. Mulshoop                               | HT, PB                                                              | Kapitein verliet als eerste het zinkende schip. |
| In de kont                                                  | 1.37  | 12 |      |                                             | HT, PB                                                              | Man heeft zijn eerste ervaring met anale seks. |
| Henk belt Bert                                              | 3.53  | 13 | 22   | Henk; Bert                                  | HT, PB                                                              | Twee mannen voeren telefoongesprek. |
| Zand en schelpjes                                           | 3.50  | 14 | 1    | Willem                                      | HT, PB                                                              | Man wil iets doen met zand en schelpjes. |
| Outlaw                                                      | 2.14  | 15 |      | Willy                                       | HT, PB                                                              | Gehandicapte man speelt hoofdrol in westernfilm. |
| Writers block                                               | 6.14  | 16 | 6    |                                             | HT, PB                                                              | Schrijver heeft last van een schrijversblok. |
| Fan van de koningin                                         | 4.53  | 17 | 3    | Tico de Bladder                             | HT, PB                                                              | Man probeert al jaren tevergeefs de koningin op te zoeken. |
| Carnaval                                                    | 2.28  | 18 |      | Eugène                                      | HT, PB                                                              | Man viert graag carnaval. |
| Ondankbare plant                                            | 4.15  | 19 |      | Rupert                                      | HT, PB                                                              | Man heeft een plant in huis genomen, maar de plant blijkt niet zo dankbaar. |
| Jaap Stobbe                                                 | 6.21  | 20 | 24   |                                             | HT, PB                                                              | Man wil standbeeld oprichten voor Jaap Stobbe. |
| Frisdrank                                                   | 1.27  | 21 | 19   |                                             | HT, PB                                                              | Man brengt nieuwe frisdrank met verrassende smaken op de markt. |
| Amateur-aborteur                                            | 4.30  | 22 | 6    | Günther Schumann                            | HT, PB                                                              | Duitse man voert abortussen uit als hobby. |
| Piercings                                                   | 3.19  | 23 |      |                                             | HT, PB                                                              | Man komt in de problemen door zijn piercings. |
| Vrij hebben                                                 | 5.12  | 24 | 19   |                                             | HT, PB                                                              | Man kuiert graag door de stad in zijn vrije tijd. |
| Calamiteitenman                                             | 4.55  | 25 |      |                                             | HT, PB                                                              | Man grijpt in bij calamiteiten. |
| Welterusten                                                 | 2.12  | 26 |      |                                             | HT, PB                                                              | Twee mannen wensen elkaar welterusten. |
| 06-Lijn                                                     | 5.41  | -  | 4    |                                             | HT, TM, PB                                                          | Man belt sekslijn en krijgt twee meisjes aan de lijn. |
| 1 Aprilgrap                                                 | 3.08  | -  |      | Gerard Niemeijer                            | TM, PB                                                              | Man heeft als 1 aprilgrap zijn benen laten amputeren. |
| 27 Caravans                                                 | 3.13  | -  |      |                                             | HT, PB                                                              | Man wint loterij en koopt 27 caravans van zijn geld. |
| 3000-delig zakmes                                           | 3.57  | -  |      | Henk                                        | TM, PB                                                              | Man heeft 3000-delig zakmes met o.a. een winkelcentrum er in. |
| 3000 Visitekaartjes                                         | 5.07  | -  |      | Fred van de Kuilen                          | TM, PB                                                              | Man heeft 3000 visitekaartjes besteld. |
| 87 nieren                                                   | 5.24  | -  |      | Frits Blaumans; Huub                        | HT, PB                                                              | Man heeft 87 nieren en een vader met diabetes. |
| Aanhangers                                                  | 5.57  | -  |      | -                                           | TM, PB                                                              | Man blijkt na een paar flessen drank opeens een religieuze leider met macht en geld te zijn. |
| Aanrijdingen                                                | 2.15  | -  | 24   | Huub                                        | HT, PB                                                              | Huub blijft maar mensen aanrijden maar komt eigenlijk over ruimtevaart praten. |
| Aardverschuiving                                            | 4.08  | -  |      | Meneer Zweelink                             | HT, PB                                                              | De voorspellingen van meneer Zweelink zijn niet uitgekomen |
| Adelheid                                                    | 5.49  | -  |      | -                                           | TM, PB                                                              | Een eenzame man verlangt naar zijn jeugdliefde die hem niet meer kan herinneren. |
| Afscheid van de politiek                                    | 3.07  | -  |      | -                                           | HT, PB                                                              | Man kijkt met gemengde gevoelens terug op zijn politieke loopbaan. |
| Afslag Dalfsen                                              | 5.19  | -  | 20   | Karel de Wit                                | HT, PB                                                              | Cameraman maakt futuristische film waarin computers de mensheid overnemen |
| Alleen op de Grebbeberg                                     | 5.28  | -  | 11   | Meneer Bentjes                              | HT, PB                                                              | Hield in zijn eentje een Duitse divisie tegen op de Grebbeberg maar is 34 jaar oud. |
| Als ze het echt niet had gewild                             | 6.21  | -  | 10   | -                                           | HT, PB                                                              | Over verkeerde signalen afgeven. |
| Altijd blijven lachen                                       | 6.54  | -  | 14   | -                                           | HT, PB                                                              | Man vertelt over hoe hij over het verlies van zijn vijf kinderen bij een uitgebrand huis. |
| Amsterdammer                                                | 4.30  | -  |      | Alex                                        | TM, PB                                                              | Ras-Amsterdammer heeft opvallend Brabants accent. |
| Andere sirene                                               | 2.11  | -  |      | -                                           | HT, PB                                                              | Man wil graag andere ambulancesirenes met de stem van Jenny Arean. |
| Architect                                                   | 8.22  | -  | 25   | Meneer van Hofstadt                         | HT, PB                                                              | Geïnterviewde architect is een man van weinig woorden. |
| Astma                                                       | 6.57  | -  |      | -                                           | HT, PB                                                              | Man ergert zich aan zijn astmatische vriendin Trudie. |
| Baantjes                                                    | 2.59  | -  | 12   | -                                           | PB                                                                  | Man is geknipt als kippenslachter maar komt niet aan de bak. |
| Baas blijven in de klas                                     | 6.29  |    |      |                                             | HT, PB                                                              | Het belang van een leraar om baas te blijven in de klas |
| Bald Gefkens                                                | 5.11  | -  |      | -                                           | HT, PB                                                              | Creatieve manieren om met pestkoppen om te gaan, zoals een liedje. |
| Ben Hur deel 2                                              | 5.37  | -  | 7    | Rob de Lunger                               | HT, PB                                                              | Rob wil een vervolg maken op de film Ben Hur, met o.a. Martin Brozius als vervanger van Charlton Heston.                                                                                                  |
| Berenverzorger                                              | 4.50  |    |      | Rutger Plasman                              | HT, PB                                                              | Berenverzorger wil graag Prins Carnaval van Deurne worden |
| Bergeijkse ruilbeurs                                        | 3.23  | -  |      | Luc van Gestel                              | TM, PB                                                              | Luc organiseert de tweede grote internationale Bergeijkse ruilbeurs. Ook zijn vrouw werkt mee. |
| Bespiegelen                                                 | 5.10  | -  |      | -                                           | TM, PB                                                              | Een kijkje in de keuken van iemands' bespiegelingen over van alles. |
| Bij haar zijn                                               | 5.14  | -  | 8    | -                                           | HT, PB                                                              | Man wil de hele tijd bij haar zijn. |
| Bijnabijnadoodervaring                                      | 2.51  | -  |      | -                                           | TM, PB                                                              | Man geniet na een bijnabijnadoodervaring meer van het leven. |
| Boek over robotten                                          | 2.48  | -  |      | Gijs Walraven                               | HT, PB                                                              | Gijs heeft een boek geschreven waarin robotten de wereld van de mensen overnemen. |
| Boemboeworie                                                | 7.20  | -  | 21   | -                                           | HT, PB                                                              | Een oud volksfeest in ere herstellen |
| Boos over de ellende in de wereld                           | 3.46  | -  | 3    | -                                           | HT, PB                                                              | Boos zijn over alle ellende in de wereld maar moet een baby kwijt. |
| Brandend huis                                               | 5.51  | -  | 3    | Piet Lunshof                                | HT, PB                                                              | Piet is boos over het hem aangedane onrecht na het redden van een kind uit een brandend huis. |
| Bruine zuivelproducten                                      | 3.48  | -  |      | Peter                                       | HT, PB                                                              | Waarom zijn er eigenlijk zo weinig bruine zuivelproducten? |
| Brullend Hert                                               | 2.47  | -  | 15   | -                                           | HT, PB                                                              | Brullend Hert de Indiaan haalt rare fratsen uit. |
| Camel Trophy                                                | 4.19  | -  |      | -                                           | PB                                                                  | Welkomstcomités worden toch regelmatig met 180 kilometer per uur aan flarden gereden. |
| Canadese emigrant                                           | 2.25  | -  |      | Albert Vossemarkt                           | TM, PB                                                              | Nederlandse emigranten in Canada zijn wellicht wat beperkt in het behouden van de Nederlandse cultuur. |
| Cd-presentatie                                              | 8.40  | -  |      | Theo Maassen, Hans Teeuwen & Pieter Bouwman | HT, TM, PB                                                          | Theo Maassen presenteert de Mannen van de Radio-cd aan Hans Teeuwen en Pieter Bouwman. |
| Chris Oakland                                               | 4.26  | -  | 6    | Chris Oakland aka Max Boer                  | HT, PB                                                              | Artiesten kijken terug op de legendarische Chris Oakland en zijn invloed op het hele gebeuren in Sittard.                                                                                                 |
| Crossing Border festival                                    | 9.53  | -  |      | Theo, Pieter                                | TM, PB                                                              | Een sfeerimpressie van het Crossing Border festival |
| Claudia (aka Sexy Lingerie)                                 | 5.16  | -  |      | -                                           | HT, PB                                                              | Man heeft een afspraakje met een zekere Claudia maar dat loopt niet helemaal goed af. |
| Clint Eastwood                                              | 3.39  | -  |      | -                                           | TM, PB                                                              | Plannen voor een Brabantse film met Clint Eastwood in de hoofdrol. |
| Clown                                                       | 5.25  | -  | 14   | -                                           | HT, PB                                                              | Een clown vertelt waarin hij zijn lol haalt in zijn werk. |
| Dagafsluiting (aka Gemiste kansen)                          | 3.14  | -  |      | -                                           | PB                                                                  | Een niet bepaald opbeurende dagafsluiting. |
| Dagboek van een eenzame man - Inbraak                       | 3.28  | -  | 12   | -                                           | PB                                                                  | Bij zijn neef is ingebroken, dat zet hem tot denken. |
| Dagboek van een eenzame man - Misverstand                   | 3.55  | -  | 12   | -                                           | PB                                                                  | Door een misverstand wordt hij aangezien voor een pedofiel. |
| Dagboek van een eenzame man - Rotdag in het park            | 4.38  | -  | 12   | -                                           | PB                                                                  | Caramel voeren aan vogels is niet zo'n goed idee. |
| Dagboek van een eenzame man - Seks                          | 4.30  | -  | 12   | -                                           | PB                                                                  | Seks zal er ooit nog wel van komen. |
| Dagboek van een eenzame man - Verbouwing thuis              | 4.14  | -  | 12   | -                                           | PB                                                                  | Een verbouwing thuis is niet helemaal gegaan zoals het moest gaan. |
| Dagboek van een eenzame man - Verjaardag                    | 5.39  | -  | 12   | -                                           | PB                                                                  | Een verjaardag is toch best wel bijzonder. |
| Darts                                                       | 9.37  | -  | 15   | Egbert                                      | HT, PB                                                              | De beelden laten heel duidelijk zien dat hij in de war was. |
| Da's waar wat je zegt                                       | 4.46  | -  | 8    | -                                           | HT, PB                                                              | Ja toch? Niet dan? |
| De Broek van Ans                                            | 3.50  | -  | 15   | Peer                                        | HT, PB                                                              | Wat gebeurt er deze week met de broek van Ans? En wat kunnen we verder nog verwachten? |
| De buitenlandse man                                         | 7.57  | -  |      | -                                           | HT, PB                                                              | Vrouw had een fantastisch huwelijk met een buitenlandse man maar had geen idee van die 700 kinderen. |
| De dood in de ogen gekeken                                  | 5.44  | -  | 6    | Mevrouw Van Rinsweek                        | HT, PB                                                              | Een bijna-dood ervaring leidt tot onbegrip en isolement. |
| De Druipende Pik Van François LeGrand                       | 3.18  | -  |      | François LeGrand                            | TM, PB                                                              | François LeGrand is modeontwerper en heeft zo zijn eigen ideeën over het nieuwe modeseizoen. |
| De duivel in al zijn vormen                                 | 2.55  | -  | 1    | Pastoor Dunkers                             | HT, PB                                                              | De pastoor licht ons voor over de manifestaties van de duivel. |
| De goeie ouwe tijd                                          | 3.47  | -  |      | -                                           | PB                                                                  | De goeie ouwe tijd komt nooit meer terug. |
| De paranormale wereld                                       | 6.31  | -  | 1    | Piet van Moorsel                            | HT, PB                                                              | Piet van Moorsel opereert onder de naam Sindbad de ziener en neemt een kijkje in de toekomst. |
| De platenzaak                                               | 4.06  | -  | 4    | -                                           | HT, PB                                                              | Een klant in een platenzaak reageert zich af op de verkoper. |
| De put van Vrouw Holle                                      | 1.30  | -  | 1    | Pater Bieman                                | HT, PB                                                              | Pater Bieman loodst ons door een beknopte versie van het sprookje van de put van vrouw Holle. |
| De wc sketch                                                | 4.30  | -  |      | -                                           | TM, PB                                                              | Een sketch over een wc-juffrouw en een man met een volle blaas. |
| De wereld rondgelopen                                       | 4.30  | -  | 2    | Gerard                                      | HT, PB                                                              | De wereld rondlopen is eigenlijk gewoon opnieuw geboren worden. |
| Dhr. Puntmuts                                               | 4.23  | -  |      | meneer Puntmuts                             | TM, PB                                                              | Een kabouter van 2,20 m voelt zich niet altijd even serieus genomen door andere kabouters. |
| Dromen                                                      | 8.47  | -  |      | -                                           | HT, PB                                                              | Twee mannen praten over hun gekke dromen. Alain Delon komt er ook in voor. |
| Drugsgebruikers                                             | 6.26  | -  | 17   | -                                           | HT, PB                                                              | De interviewer praat met een puber over drugsgebruik. |
| Duiven                                                      | 7.31  | -  | 25   | -                                           | HT, PB                                                              | Heel rare dingen met duiven doen. Zoals tussen een baguette stoppen en dan eten. |
| Eén Europa                                                  | 4.31  | -  | 11   | -                                           | PB                                                                  | Een in Nederland wonende Duitser praat over eenwording van Europa. |
| Een hele makkelijke                                         | 5.03  | -  |      | -                                           | TM, PB                                                              | Hij is een heel makkelijke als de vrouwen precies doen wat hij wil. |
| Een wijf                                                    | 4.54  | -  |      | -                                           | PB                                                                  | Iedereen had een wijf, behalve hij. Nu heeft hij er een. |
| Eigen mening                                                | 4.42  | -  |      | -                                           | TM, PB                                                              | Man krijgt een heel hoge stem wanneer hij voor zichzelf wil opkomen. |
| Elvis Presley                                               | 9.02  | -  |      | -                                           | HT, PB                                                              | Man is erg blij met de steun van Elvis Presley. |
| End of the line                                             | 3.41  | -  | 15   | Peter                                       | HT, PB                                                              | Een serie roerende documentaires over jonge mensen zonder hoop. |
| Etenstijd                                                   | 3.24  | -  | 19   | -                                           | HT, PB                                                              | Lekker pap gaan eten uit een nap. |
| Etiquette en hygiène                                        | 3.54  | -  |      | -                                           | TM, PB                                                              | Lak hebben aan de regels van de etiquette en hygiëne. |
| Euthanasie                                                  | 7.37  | -  | 20   | Mr. Pelsmaker                               | HT, PB                                                              | Mr. Pelsmaker weigert het leven van zijn grootmoeder te beëindigen. |
| Familie                                                     | 8.32  | -  | 24   | -                                           | HT, PB                                                              | Een man wordt behoorlijk geconfronteerd met het verleden dankzij zijn familie. |
| Fatima                                                      | 6.25  | -  | 11   | -                                           | PB                                                                  | Op de kermis vertelt Fatima een man zijn toekomst maar het loopt uit op een teleurstelling. |
| Favoriete films                                             | 4.01  | -  | 16   | -                                           | PB                                                                  | Man somt zijn favoriete films op |
| Feestgedruis                                                | 4.40  | -  | 19   | Ruud                                        | HT, PB                                                              | Ruud kan niet zonder feestgedruis. |
| Film                                                        | 3.30  | -  |      | Gerard Burgers                              | TM, PB                                                              | Gerard heeft een film gemaakt en heeft het gevoel dat Nederland nu te klein voor hem is. |
| Filmquiz                                                    | 5.21  | -  | 22   | Mr. van Loon                                | TM, PB                                                              | Mijnheer van Loon doet mee met een radiospelletje. |
| Fluitende geit                                              | 5.11  | -  | 7    | Joost de Bont                               | HT, PB                                                              | Egbert de fluitende geit laat het een beetje afweten. |
| Fotograaf                                                   | 7.22  | -  |      | -                                           | HT, PB                                                              | Een familie bereidt zich grondig voor op de komst van de fotograaf. |
| Freddy's pijn                                               | 7.44  | -  | 23   | -                                           | HT, PB                                                              | Freddy van Freddy & the Ghostmakers verwerkte zijn pijn in zijn teksten. |
| Gangmaker in de discotheek                                  | 4.46  | -  | 20   | Jozef                                       | HT, PB                                                              | Jozef heeft een enorme uitstraling in discotheken maar er dreigt roet in het eten gegooid te worden. |
| García López                                                | 5.47  | -  | 6    | Peter Bruin, García López                   | HT, PB                                                              | Artiest voelt zich het slachtoffer van onzedelijke minderjarige meisjes. |
| Gestapo Bitches from Hell                                   | 5.25  | -  |      | -                                           | HT, PB                                                              | Het welbekende Assepoester sprookje in een modern Duits jasje. |
| Gestolen cello                                              | 6.03  | -  | 10   | -                                           | HT, PB                                                              | Een man wiens cello gestolen is looft een niet te versmaden beloning uit voor de vinder. |
| Gevoeligheden                                               | 6.55  | -  |      | -                                           | TM, PB                                                              | Waarin er gepraat wordt over de gevoeligheid van diverse erogene zones. |
| Gevonden voorwerpen                                         | 4.42  | -  | 3    | Barend                                      | HT, PB                                                              | Allerlei gevonden voorwerpen worden omgeroepen, zoals een cassettebandje zonder tape erin. |
| Goed liggen bij de vrouwtjes                                | 3.35  | -  | 11   | -                                           | PB                                                                  | Een man ligt heel erg goed bij de vrouwen en vertelt waarom. |
| Goede humor                                                 | 3.51  | -  |      | -                                           | TM, PB                                                              | Goede humor die bevrijdend werkt voor de stoelgang. |
| Goede voornemens 1: Zondebok                                | 4.45  | -  |      | Ines                                        | HT, PB                                                              | Oud-en-nieuwinterview waarin een man praat over zijn zwakbegaafde dochter Ines. |
| Goede voornemens 2: Fysiek aangetrokken tot Hans Dorrestein | 2.42  | -  |      | -                                           | HT, PB                                                              | Oud-en-nieuwinterview waarin een man Hans Dorrestein in een hoekje wil drijven waar niemand kijkt. |
| Goede voornemens 3: Kanker                                  | 2.30  | -  |      | -                                           | HT, PB                                                              | Oud-en-nieuwinterview waarin een man met kanker al blij zegt te zijn als hij augustus van dat jaar gaat halen.                                                                                            |
| Goede voornemens 4: Rangschikking                           | 6.16  | -  |      | -                                           | HT, PB                                                              | Oud-en-nieuwinterview met een man die zich voorneemt om zijn collectie schlagermuziek alfabetisch te gaan rangschikken.                                                                                   |
| Goede voornemens 5: Gesprek met een spast                   | 2.06  | -  |      | Johan                                       | HT, PB                                                              | Oud-en-nieuwinterview met de gehandicapte Johan. |
| Goede voornemens 6: Macht willen                            | 6.17  | -  |      | -                                           | HT, PB                                                              | Oud-en-nieuwinterview waarin een man graag de macht zou willen hebben om andere mensen dingen voor hem te laten doen.                                                                                     |
| Golden Voices In Paradise                                   | 5.33  | -  | 20   | Eric Broekhorst en Frans Varsveld           | HT, PB                                                              | Op de cd "The Return of Disco Mania" zingen Eric en Frans a-capella oude discohits. |
| Goulashkroket                                               | 5.33  | -  |      | Adje Sporenberg                             | TM, PB                                                              | Radio Bergeijk met een special report over wat een regelrecht complot lijkt te zijn. |
| Grootvader                                                  | 6.32  | -  |      | -                                           | HT, PB                                                              | Grootvader schept veel genoegen in het leed dat hij veroorzaakt. |
| Gruwelijke dingen-dichter                                   | 5.18  | -  | 8    | -                                           | HT, PB                                                              | Man gaat regelmatig flink tekeer en schrijft daar dichtbundels over. |
| Hallo                                                       | 3.25  | -  |      | -                                           | PB                                                                  | Een referaat over het misbruik van minderjarige jongens en meisjes door Katholieke geestelijken in kerk-gelieerde situaties.                                                                              |
| Haydn                                                       | 2.18  | -  |      | -                                           | HT, PB                                                              | De kamermuziek van Haydn is schitterend. Maar de mens Haydn... nee. |
| Hells Angels                                                | 4.08  | -  |      | Gerard                                      | HT, PB                                                              | Hell's Angels gaan een hapje eten bij Joop Braakhekkes' Le Garage. |
| Herdenking Watersnood 1995                                  | 3.38  | -  | 16   | -                                           | PB                                                                  | Herdenkingscomite voor de herdenking van de watersnoodramp in 1995. |
| Heroïnehoertje                                              | 8.39  | -  | 9    | -                                           | HT, PB                                                              | Man vertelt over zijn ervaring met een heroïnehoertje. |
| Hij zit erin, en dan?                                       | 4.14  | -  |      | -                                           | TM, PB                                                              | Maar als ie er dan tot aan de wortel in zit, wat dan? |
| Himalaya en Pyreneeën                                       | 10.27 | -  | 14   | Jozef                                       | HT, PB                                                              | Jozef gaat wat doen met een woordgrap. |
| Hoe gaat het met jou?                                       | 3.12  | -  |      | Leo                                         | TM, PB                                                              | Het lijkt heel goed te gaan met Leo. Maar schijn bedriegt. Of niet? |
| Homofielen en uitkeringstrekkers                            | 7.29  | -  | 23   | -                                           | HT, PB                                                              | Homofielen of uitkeringstrekkers, allemaal een pot nat |
| Hompen kaas                                                 | 3.15  | -  |      | -                                           | HT, PB                                                              | Groeiend cynisme na de zoveelste klap met een croquethamer. |
| Hondje                                                      | 2.35  | -  | 19   | -                                           | HT, PB                                                              | Ali het hondje is best wel bang maar gelukkig wordt er goed op gepast. |
| Hongerstaking                                               | 4.42  | -  |      | -                                           | TM, PB                                                              | In hongerstaking zijn valt nog helemaal niet mee. |
| Hopsie Flopsie Popsie Topsie                                | 3.09  | -  | 2    | Willem van der Lek                          | HT, PB                                                              | Willem van der Lek heeft een echte carnavalskraker geschreven. |
| Hopsy en Flopsy                                             | 3.09  | -  | 5.1  | Egbert en Beer                              | HT, PB                                                              | Egbert en Beer presenteren kinderprogramma met onder andere pap, worst en bier. |
| Horoscoop                                                   | 5.49  | -  | 20   | Gerard                                      | HT, PB                                                              | Wat staat de Steenbok en de Waterman te wachten staan de komende week? |
| Huidprobleem                                                | 2.52  | -  | 19   | Gerard                                      | HT, PB                                                              | Gerard heeft een nogal ernstig huidprobleem waardoor vrienden afhaken. |
| Huidziekte                                                  | 2.27  | -  |      | -                                           | HT, PB                                                              | Meneer is geen bofkont want meneer is niet moeders' mooiste. |
| Huilen                                                      | 4.07  | -  |      | -                                           | PB                                                                  | Man wordt bevangen door een onbekende emotie |
| Huurbazen                                                   | 10.12 | -  |      | -                                           | HT, PB                                                              | Een man heeft het niet zo op huurbazen en raakt verzeild in een netwerk van sadistische intriges. |
| Iets in het onderwijs                                       | 5.54  | -  | 15   | Frits                                       | HT, PB                                                              | Frits wil graag iets doen in het onderwijs, maar mist de benodigde diploma's. |
| In de rats zitten                                           | 4.17  | -  |      | -                                           | HT, PB                                                              | Een man zit op de bodem van de aller- aller- aller- allerdiepste put. |
| Incompetente arts                                           | 4.57  | -  | 25   | -                                           | HT, PB                                                              | Na een operatie heeft een man in plaats van grotere neusgaten twee borsten. |
| Indianencultuur                                             | 5.22  | -  |      | -                                           | HT, PB                                                              | Leerzame feiten over indianen, maar ze hebben zo ook hun slechte kanten. |
| Irene in d'r reet geneukt                                   | 3.17  | -  | 19   | Peter                                       | HT, PB                                                              | Peter had zich nogal wat voorgesteld van anale seks met Irene maar dat viel nogal tegen. |
| Irritaties                                                  | 8.19  | -  |      | -                                           | HT, PB                                                              | Een gewelddadig relaas over vrouwen, kalenders, kunstgebitten en de liefde voor muziek. |
| Jeugdherinneringen                                          | 8.07  | -  | 24   | -                                           | HT, PB                                                              | Niet al te speciale jeugdherinneringen. |
| Jezelf verwennen                                            | 5.43  |    |      | Ewout                                       | HT, PB                                                              | Ewout houdt van zichzelf eens goed verwennen |
| De jongen met de wond                                       | 2.09  | -  | 19   | -                                           | HT, PB                                                              | Wat is er met de jongen met de wond gebeurd? |
| Jongleursact                                                | 5.03  | -  | 14   | Rudy Braasbeek                              | HT, PB                                                              | Een jongleurs-act door een spastische jongen genaamd Rudy 'ja' Braasbeek. |
| Joost mag het weten                                         | 3.01  | -  | 11   | Leo                                         | HT, PB                                                              | Een nieuwe rubriek waarin Leo antwoord geeft op schier onoplosbare vragen. |
| Kamer reserveren                                            | 6.44  | -  | 4    | Onno Vesd                                   | HT, PB                                                              | Onno wil telefonisch een kamer reserveren in het Carltonhotel. |
| Karaoke wedstrijd                                           | 4.24  | -  | 12   | -                                           | PB                                                                  | Karaoke-wedstrijd valt in het water. |
| Katholiek worden                                            | 5.09  | -  | 18   | Peter Hafmans                               | PB                                                                  | Peter wil lid worden van de katholieke kerk. |
| Karl May                                                    | 5.35  | -  | 4    | -                                           | HT, PB                                                              | Karl May or Karl Marx? Of The Marx Brothers? |
| Kinderen                                                    | 4.46  | -  | 10   | -                                           | HT, PB                                                              | Kleine kinderen keihard uitlachen. En dat is nog maar het begin. |
| Kink in de kabel                                            | 6.56  |    |      |                                             | HT, PB                                                              | Een nieuw televisieprogramma |
| Klieren                                                     | 3.54  | -  | 12   | Pater Bieman                                | PB                                                                  | Pater Bieman ergert zich aan zo'n beetje iedereen. |
| Klokkenverzamelaar                                          | 4.57  | -  | 1    | Job Nuisel                                  | HT, PB                                                              | Interview met een klokkenverzamelaar. |
| Kniesoor                                                    | 3.46  | -  |      | Bertje Sporenberg                           | TM, PB                                                              | Bertje is benoemd tot Koninklijke kniesoor omdat hij op alle slakken kilo's zout legt. |
| Knokploeg                                                   | 7.50  | -  | 5.4  | -                                           | HT, PB                                                              | Even wat afspraken maken over wat er precies moet gebeuren met een man en eventueel zijn vrouw. |
| Koffie drinken                                              | 5.10  |    |      |                                             | HT, PB                                                              | Koffie drinken |
| Kranen open voor Bosnië                                     | 3.05  | -  | 1    | Ruud Bol                                    | HT, PB                                                              | Ruud Bol wil een nieuwe actie voor Bosnië beginnen. |
| Krantenbezorger                                             | 6.55  | -  | 20   | -                                           | HT, PB                                                              | 56-jarige man blijft kranten rondbrengen. |
| Kudde                                                       | 3.24  | -  |      | -                                           | PB                                                                  | Kuddes doodsbange en radeloze dieren met behulp van helikopters een ravijn insturen. |
| Lakeien                                                     | 4.49  | -  |      | -                                           | HT, PB                                                              | Een musical met in de hoofdrollen twee lakeien met tegengestelde karakters. |
| Lens achter de oogbal                                       | 6.09  | -  |      | -                                           | HT, PB                                                              | Een man experimenteert met pijn om de pijn in zijn oogkas te vergeten. |
| Leraar met onconventionele methodes                         | 6.07  | -  |      | -                                           | HT, PB                                                              | Een leraar geschiedenis probeert de weerstand tegen het opnemen van informatie te breken. |
| Levensgenieter                                              | 3.43  | -  | 4    | Kees van Aspelen                            | HT, PB                                                              | Bon vivant Kees van Aspelen geniet met volle teugen van het leven. |
| Lijk                                                        | 7.10  | -  |      | -                                           | HT, PB                                                              | Een man op zoek naar warmte komt erachter dat dit niet altijd gewaardeerd wordt. |
| Louis van Gaal                                              | 7.11  | -  | 18   | de echte Louis van Gaal                     | TM, PB                                                              | De echte Louis van Gaal is heel boos op een zekere Alex de Groot die zich uitgeeft voor hem. |
| Love & Liberty                                              | 6.16  |    |      | Rick Hoogland                               | HT, PB                                                              | Radiostation Love & Liberty stopt er mee |
| Luciferdoosjes                                              | 5.34  | -  | 18   | Paul Dille                                  | TM, PB                                                              | Paul Dille verzamelt absoluut géén luciferdoosjes. |
| Luchtjes                                                    | 3.00  | -  | 18   | -                                           | PB                                                                  | Luchtjes kunnen heel lekker zijn bij een vrouw. |
| Lustrum                                                     | 4.10  | -  | 15   | meneer Oldenzaal                            | HT, PB                                                              | Voor de vijfde keer aangeklaagd worden wegens ontucht is toch een lustrum. |
| Mannen over vrouwen 1 - vrouwtjes in de kelder              | 4.40  | -  |      | meneer van Spaandel                         | TM, PB                                                              | Meneer van Spaandel heeft moeite met zomers geklede dames. |
| Mannen over vrouwen 2 - om te kotsen                        | 3.55  | -  |      | Pieter B.                                   | TM, PB                                                              | In het programma 'Mannen over Vrouwen' vertelt Pieter B. waarom hij het niet zo op vrouwen heeft. |
| Mannen van de Radio                                         | 7.05  | -  |      | Hans Teeuwen, Pieter Bouwman                | HT, PB                                                              | De Mannen van de Radio stellen zich voor, de eerste aflevering van 2 januari 1995. |
| Mening over De Avonden                                      | 3.02  | -  |      | -                                           | PB                                                                  | Reactie van een luisteraar van het radioprogramma De Avonden |
| Mensonterend                                                | 6.19  | -  |      | -                                           | HT, PB                                                              | Mensonterend. Maar stiekem ook wel heel erg geil. |
| Mesopotamiër                                                | 3.45  | -  |      | -                                           | TM, PB                                                              | Antwoord op de vraag waarom Mesopotamiërs een met uitsterven bedreigd volk zijn. |
| Microfoon aan de penis                                      | 4.37  | -  | 21   | -                                           | HT, PB                                                              | Een man heeft een microfoon aan zijn penis gebonden en heeft daarvan een CD op de markt gebracht. |
| Mirakelman                                                  | 3.33  | -  |      | Mirakelman                                  | TM, PB                                                              | Mirakelman, een van weinige Nederlandse superhelden. |
| Mississippi Boys                                            | 5.34  | -  | 8    | Gerard Walraven                             | HT, PB                                                              | Gerard Walraven over Rob van Liempd, die een bijzondere toewijding had voor de band de Mississippi Boys.                                                                                                  |
| Moeilijke stoelgang                                         | 4.59  | -  |      | -                                           | TM, PB                                                              | De stoelgang gaat niet altijd vanzelf. |
| Mongolenorkest                                              | 7.01  | -  | 5.6  | Kas van Houten                              | HT, PB                                                              | Dirigent Kas van Houten vertelt over zijn samenwerking met een orkest van geestelijk gehandicapten. |
| Moppenwedstrijd                                             | 6.07  | -  |      | Arie Luytjes, Marco van de Tillaart         | TM, PB                                                              | De livefinale tussen Arie Luytjes en Marco van de Tillaart tijdens de Open Bergeijkse Moppenkampioenschappen.                                                                                             |
| Muziekinstrumenten nadoen                                   | 5.51  | -  | 14   | Theo Velzeboer                              | HT, PB                                                              | Theo is erg goed in het nadoen van bijna alle muziekinstrumenten. Zegt hij zelf. |
| Na 20 jaar huwelijk                                         | 3.29  | -  |      | -                                           | HT, PB                                                              | Een man heeft het totaal gehad met zijn vrouw. |
| Nabespreking                                                | 9.18  | -  | 25   | -                                           | HT, PB                                                              | Hans en Pieter praten de boel nog eens even door. Er zijn echter wat puntjes van kritiek. |
| Naimami Indianen                                            | 3.23  | -  |      | -                                           | TM, PB                                                              | De naimaimi- (of was het de Naimoimi?) indianen hebben een heel eigen cultuur. |
| Nationaalsocialistisch cabaret                              | 4.59  | -  | 17   | Gerard Bruynzeel                            | HT, PB                                                              | Het was eens tijd om fascisme de gulle lach terug te geven. |
| Neuken                                                      | 0.59  | -  | 19   | -                                           | HT, PB                                                              | Ze lusten er wel pap van, de vrouwtjes. |
| Niemand begrijpt me                                         | 3.37  | -  |      | -                                           | HT, TM, PB                                                          | Werkelijk niemand begrijpt hem. |
| Niet echt een mening                                        | 7.30  | -  | 18   | Fons van Schie                              | TM, PB                                                              | Fons heeft niets te melden. |
| Niet onder de indruk zijn                                   | 6.00  | -  |      | -                                           | TM, PB                                                              | Twee mannen zijn niet bepaald onder de indruk van de succesverhalen van miljonair Adje van de Tillaart, Formule 1 coureur Teun de Bok en womanizer Alex de Groot.                                         |
| Nieuw in Amsterdam                                          | 7.03  | -  | 13   | -                                           | HT, PB                                                              | Jongen woont sinds kort in Amsterdam en maakt iets bijzonders mee met een vrouw in een auto. |
| Nieuw soort loterij                                         | 3.11  | -  |      | -                                           | TM, PB                                                              | Een nieuw concept waarbij er gewed kan worden of een bus vol toeristen het einddoel haalt. |
| Nieuwe Nederlandse musical                                  | 6.36  | -  | 17   | Erik Wesseloo                               | HT, PB                                                              | Een nieuwe Nederlandse musical die zich afspeelt in een glasblazerij. |
| Nieuwe politieke partij                                     | 6.09  | -  |      | Johan Ter Steege                            | HT, PB                                                              | Johan heeft een nieuwe politieke partij opgericht met toevalligerwijs al eerder gebruikte namen. |
| O.J. Simpson                                                | 7.01  | -  | 17   | Rob Geulveld                                | HT, PB                                                              | Een verslag van de stemming in Amerika een week na het proces van O.J. Simpson |
| Omvangrijk oeuvre                                           | 5.18  | -  |      | E.G. de Waard                               | TM, PB                                                              | Van streekroman tot horrorporno. |
| Ontdekker                                                   | 5.17  | -  |      | -                                           | TM, PB                                                              | In 1974 ontdekte hij Johan Cruijff. Maar daar stopte het niet. |
| Onterechte kritiek                                          | 3.21  | -  |      | -                                           | TM, PB                                                              | Kritiek die terecht is, is terecht. Maar onterechte kritiek is ontzettend onterecht. |
| Ontzettend mooi lied                                        | 4.34  | -  | 10   | Bob                                         | HT, PB                                                              | Eventuele plannen voor een ontzettend mooi lied. |
| Oorlog                                                      | 3.32  | -  |      | -                                           | TM, PB                                                              | Het wordt weer hoog tijd voor een oorlog. |
| Op de korrel                                                | 3.59  | -  | 13   | Ruud van der Meer                           | HT, PB                                                              | Ruud van der Meer over zijn nieuwe cabaretprogramma "Op de korrel". |
| Opgesloten in de meterkast                                  | 4.33  | -  | 10   | Ludo                                        | HT, PB                                                              | Ludo zat zeven jaar lang opgesloten in de meterkast. |
| Oproep                                                      | 4.10  | -  | 18   | Walter Kluitmans                            | HT, PB                                                              | Walter Kluitmans heeft een oproep aan vrouw die hij in Utrecht heeft ontmoet. |
| Oproep aan Anita                                            | 2.52  | -  | 18   | Gerard en Anita                             | PB                                                                  | Een man ontmoet Anita in de trein en wil dat zij haar vriend Gerard verlaat voor hem. Of anders. |
| Opticiens kapotstampen                                      | 2.57  | -  | 21   | Ruud                                        | HT, PB                                                              | Ruud heeft nu eenmaal een enorme hekel aan opticiens. |
| Otto                                                        | 6.08  | -  |      | -                                           | HT, PB                                                              | Otto is een nieuwe leerling in de klas en het doelwit van een pestcampagne. |
| Ouders zijn ballast                                         | 4.18  | -  |      | -                                           | TM, PB                                                              | En wat doe je met ballast? Die gooi je overboord. |
| Oudhollandse spelen                                         | 4.56  | -  |      | -                                           | TM, PB                                                              | Hoe dingen tegen kunnen vallen wanneer je er jaren naartoe geleefd hebt. |
| Paardendieverij                                             | 5.47  | -  | 23   | Ruud                                        | HT, TM, PB                                                          | In paardendieverij is alles geoorloofd. |
| Paard en wagen                                              | 4.22  | -  |      | -                                           | HT, PB                                                              | Grote verjaardagscadeaus zoals een paard en wagen zijn leuk. Met een strik om het paard. |
| Pantomimespeler                                             | 3.58  | -  |      | -                                           | HT, PB                                                              | Het wel en wee van een pantomimespeler. |
| Partytime - de goocheldoos                                  | 4.50  | -  | 1    | Henk en Henk                                | HT, PB                                                              | Henk en Henk presenteren het radioprogramma Partytime. Henk doet goocheltrucs en uiteraard ontbreekt ook het Partytime Lied niet.                                                                         |
| Partytime - Gele Ballonnen                                  | 6.48  | -  | 4    | Henk en Henk                                | HT, PB                                                              | Ditmaal in Partytime: de reden waarom Henk er de vorige keer niet bij was omdat hij thuis te veel ballonnen had opgeblazen.                                                                               |
| Partytime - zoekgeraakte gele ballonnen                     | 2.27  | -  | 2    | Henk en Henk                                | HT, PB                                                              | Henk heeft de tas met gele ballonnetjes kwijtgeraakt, dus deze week geen gele ballonnetjes. |
| Partytime - nieuw Partytime lied                            | 7.04  | -  | 2    | Henk en Henk                                | HT, PB                                                              | Henk heeft een nieuw Partytime lied gemaakt. |
| Partytime - Pilletje                                        | 6.18  | -  | 7    | Henk en Henk                                | HT, PB                                                              | Henk heeft een xtc pilletje genomen en heeft wat moeite met overeind blijven zitten. Inclusief Partytime Lied.                                                                                            |
| Partytime - huisdieren                                      | 4.49  | -  | 9    | Henk en Henk                                | HT, PB                                                              | Huisdieren zijn ook welkom in het partygebeuren. |
| Partytime - goochelaar                                      | 5.30  | -  |      | Henk en Henk                                | HT, PB                                                              | Henk en Henk hebben een goochelaar uitgenodigd bij Partytime |
| Partytime - Afscheid                                        | 3.36  | -  | 11   | -                                           | PB                                                                  | Waarin wordt aangekondigd dat Partytime ten einde komt doordat Henk en Henk tijdens de voorbereidingen van een barbecue aan brandwonden overleden zijn. Met voor de allerlaatste keer het Partytime Lied. |
| Pashokjesvoyeur                                             | 3.42  | -  |      | -                                           | TM, PB                                                              | Een man maakt pashokjesvideo's. |
| Pater Bieman - Laatste dagafsluiting                        | 3.30  | -  | 6    | Pater Bieman                                | HT, PB                                                              | Pater Bieman's laatste dagafsluiting op de radio. |
| Pechvogel                                                   | 7.17  | -  | 4    | Hans Scherpenzeel                           | HT, PB                                                              | Hans Scherpenzeel heeft in zijn leven heel veel meegemaakt. |
| Pete Sampras                                                | 4.11  | -  |      | Albert                                      | TM, PB                                                              | Albert heeft Pete Sampras uitgedaagd. Als Albert verliest, verliest hij als het even kan boerderij, vrouw en kinderen.                                                                                    |
| Pijn die fijn lijkt te zijn                                 | 3.48  | -  |      | -                                           | TM, PB                                                              | Het gaat heel goed, maar het doet wel erg veel pijn. Waren ze maar dood. |
| Pijn en verdriet                                            | 5.32  | -  | 13   | Walter Hupkes                               | HT, PB                                                              | Walter Hupkes vertelt over zijn laatste boek "Pijn en verdriet" |
| Pijnstraffen                                                | 6.28  | -  | 14   | -                                           | HT, PB                                                              | In Nederland zijn er gelukkig geen pijnstraffen. Maar verder interesseert het hem totaal niet. |
| Pincodekenner                                               | 5.29  | -  |      | Johan Boekhals                              | TM, PB                                                              | Johan kent alle pincodes uit zijn hoofd. |
| Poncke Princen                                              | 4.39  | -  | 2    | Pincke Princen                              | HT, PB                                                              | Pincke Princen vertelt over zijn broer Poncke. |
| Pretpark Bloemenland                                        | 6.06  | -  |      | -                                           | HT, PB                                                              | Het nieuwe pretpark Bloemenland in de Flevopolder. |
| Prins Bernhard                                              | 5.47  | -  | 23   | Prins Bernhard                              | HT, PB                                                              | Prins Bernhard vertelt over zijn verleden. |
| Prins Willem-Alexander                                      | 4.15  | -  | 9    | -                                           | HT, PB                                                              | De transformatie van pad naar prins lukt niet altijd even goed. |
| Problemen bij het klaarkomen                                | 3.47  | -  |      | -                                           | HT, PB                                                              | Niet alleen problemen bij het klaarkomen, maar ook een hekel aan je vrouw hebben. |
| Product                                                     | 1.35  | -  |      | -                                           | HT, PB                                                              | Van de ene op de andere dag van mens tot een product worden. |
| Puist                                                       | 6.21  | -  |      | -                                           | HT, PB                                                              | Zou u even deze puist uit willen knijpen? |
| Raadsel                                                     | 4.45  | -  |      | -                                           | TM, PB                                                              | Ra ra wat is het? |
| Ramen dicht                                                 | 5.57  |    |      |                                             | HT, PB                                                              | Het belang van ramen dicht doen |
| Rechtszaak                                                  | 4.21  | -  |      | Bas en Fred                                 | TM, PB                                                              | Een man die liefdesliedjes schrijft spant een rechtszaak aan tegen andere schrijvers van liefdesliedjes wegens plagiaat.                                                                                  |
| Regenwoud                                                   | 4.54  | -  | 11   | -                                           | PB                                                                  | Iemand onderneemt actie tegen het kappen van het tropisch regenwoud. |
| Reinout Oerlemans                                           | 2.17  | -  | 24   | -                                           | HT, PB                                                              | Ken je die? |
| Relatie                                                     | 4.45  | -  |      | -                                           | HT, TM, PB                                                          | Twee mannen uiten hun grieven bij een relatietherapeut, een moeilijke anus hebben compliceert dingen. |
| Respect voor vrouwen                                        | 2.53  | -  | 12   | -                                           | PB                                                                  | Een man heeft enorm veel respect voor vrouwen. Maar hebben de vrouwen nog wel respect voor zichzelf? |
| Robert                                                      | 3.46  | -  | 17   | -                                           | HT, PB                                                              | Robert deed behoorlijk vreemde dingen. |
| Robert Stoltz                                               | 3.06  | -  |      | -                                           | HT, PB                                                              | Een man vertelt over de componist Robert Stolz. |
| Robin Hood                                                  | 7.06  | -  | 24   | -                                           | HT, PB                                                              | De andere kanten van Robin Hood. |
| Roggebrood                                                  | 3.30  | -  |      | Onno Blikma                                 | HT, PB                                                              | Onno Blikma ruikt naar uien en ontkent al sinds geruime tijd het bestaan van roggebrood. |
| Ruimtewezens                                                | 4.27  | -  | 15   | -                                           | HT, PB                                                              | Een man ziet regelmatig ruimtewezens. |
| Ruud Meijer                                                 | 4.05  | -  |      | -                                           | HT, PB                                                              | Treiterpraktijken in militaire dienst. Maar ook nog jaren daarna. |
| Samen bidden                                                | 6.34  | -  | 23   | -                                           | HT, PB                                                              | Iemand heeft op dit moment wel baat bij goede steun |
| Save your soul                                              | 6.15  | -  | 5.5  | Gerard Verhallen                            | HT, PB                                                              | Gerard heeft een rocknummer geschreven maar heeft zijn lengte nogal tegen. |
| Scheidsrechter Dick Rademakers                              | 6.17  | -  |      | Dick Rademakers                             | HT, PB                                                              | Scheidsrechter Dick Rademakers wil zijn beeldrechten 24 uur per dag uit gaan zenden op een apart kanaal als de KNVB niet over de brug wil komen.                                                          |
| Schuinsmarcheerder                                          | 4.24  | -  |      | -                                           | HT, PB                                                              | Waarom lopen schuinsmarcheerders nu nooit eens op het rechte pad? En hoe gaat het dan met klaplopers? |
| Schop onder de kont                                         | 5.47  |    |      |                                             | HT, PB                                                              | De actie “Schop onder de kont” voor jongeren die het niet meer zien zitten |
| Schutkleuren                                                | 4.46  | -  | 17   | -                                           | HT, PB                                                              | Een man is gefascineerd door schutkleuren. |
| Seksualiteit                                                | 3.00  | -  | 16   | -                                           | PB                                                                  | Seks hoeft voor hem niet meer. |
| Seksvakantie                                                | 6.54  | -  | 20   | -                                           | HT, PB                                                              | Wat komt er allemaal bij kijken, zo'n seksvakantie? |
| Sollicitatie                                                | 7.08  | -  |      | Arie Welps                                  | HT, PB                                                              | Arie heeft een sollicitatiegesprek waarbij opmerkingen over zijn uiterlijk niet geschuwd worden. |
| Speelgoed afpakken                                          | 4.53  | -  | 8    | -                                           | HT, PB                                                              | Een man vernielt aan de lopende band speelgoed van kleine kinderen. |
| Spijt                                                       | 7.33  | -  | 21   | Arnold Buis                                 | HT, PB                                                              | Arnold Buis heeft spijt dat hij nooit stierenvechter is geworden. |
| Spreekkoren                                                 | 6.01  | -  |      | Geert de Bottelaar                          | HT, PB                                                              | De tekstschrijver van het supporterskoor van Feyenoord heeft een boek uitgebracht |
| Sprookjesland                                               | 6.56  | -  |      | -                                           | HT, PB                                                              | Een man is hevig teleurgesteld in de werkelijke wereld in vergelijking tot de sprookjeswereld. |
| Statiegeld                                                  | 5.43  | -  |      | Meneer van Zutphen                          | TM, PB                                                              | Het statiegeld van een fles sinas was bedoeld als een appeltje voor de dorst maar de sinas is inmiddels uit de handel genomen.                                                                            |
| Stemmingswisselingen                                        | 3.52  | -  |      | -                                           | HT, PB                                                              | Als hij slechte zin heeft dan gaat hij zitten mokken, maar als hij het van de zonnige kant ziet dan is het weer anders.                                                                                   |
| Stinkende Pad                                               | 6.19  | -  | 17   | -                                           | HT, PB                                                              | De biograaf van opperhoofd Stinkende Pad vertelt over de indiaan. |
| Straffen                                                    | 6.16  | -  |      | -                                           | TM, PB                                                              | Straffen is voor hem gewoon topsport en als je niet oppast vlieg je aan alle kanten de bocht uit. |
| Strontluisteraars                                           | 1.51  | -  |      | Pieter Bouwman, Theo Maassen                | TM, PB                                                              | Pieter en Theo reageren zich af op de luisteraars. |
| Struikrover                                                 | 5.46  | -  |      | -                                           | HT, PB                                                              | Een man rooft struiken maar werd dan verkeerd begrepen. |
| Suikerkunst                                                 | 3.42  | -  | 8    | Egbert Klaassens                            | HT, PB                                                              | Suikerkunst. Egbert heeft echter te maken met totale desinteresse. |
| Tandarts                                                    | 4.20  | -  |      | -                                           | HT, PB                                                              | Gore praktijken tijdens een bezoek aan de tandarts. |
| Taxichauffeur                                               | 4.19  | -  | 12   | -                                           | PB                                                                  | Je maakt wel wat mee als taxichauffeur. |
| Tederheid                                                   | 6.44  | -  | 10   | Gunther Hohenspitz                          | HT, PB                                                              | Schrijver/sadist Gunther heeft een andere definitie van tederheid dan de meeste mensen. |
| Tegen de natuur                                             | 3.30  | -  |      | Geert Nieland                               | TM, PB                                                              | Geert Nieland is van mening dat 'survival of the fittest' ook op de natuur zelf van toepassing is. |
| Telefonisch lastig gevallen worden                          | 4.33  | -  |      | Henk Tenteman                               | HT, PB                                                              | Henk wordt al jarenlang telefonisch lastiggevallen |
| The Making Of...                                            | 6.00  | -  |      | -                                           | HT, PB                                                              | "The Making Of the making of de Man Die Dacht Dat Hij Een Zak Zand Had. Deel 2". |
| Therapie                                                    | 5.09  | -  |      | Fred                                        | TM, PB                                                              | Fred is een ander mens geworden na bepaalde therapie. |
| Tippelzone                                                  | 2.40  | -  | 16   | -                                           | PB                                                                  | Zo'n tippelzone zou veel kunnen betekenen voor de kruidenbuurt. |
| Troubadour                                                  | 4.22  | -  | 3    | -                                           | HT, PB                                                              | Met een luit en het aapje Pepe als troubadour door het land. |
| Troubadour (Pepe de aap)                                    | 4.13  | -  |      | -                                           | HT, PB                                                              | Met een luit en het aapje Pepe als troubadour door het land. |
| Tune Boeken top 5                                           | 0.35  | -  | 3    |                                             | HT, PB                                                              | Tune voor de boeken top 5 bij de VPRO radio 5. |
| TV13                                                        | 4.57  |    |      | Ruud Eikelhof                               | HT, PB                                                              | Sekssymbool is uithangbord voor het nieuwe TV station TV13 |
| Typemachine                                                 | 3.01  | -  | 5.2  | Hans van Leeuwen                            | HT, PB                                                              | Hans van Leeuwen heeft een typemachine uitgevonden met alleen de letter 'A'. |
| Unifil                                                      | 3.10  | -  | 12   | -                                           | PB                                                                  | De ophef over de misdragingen van de Unifil soldaten verbaast hem. |
| Uit huis gezet                                              | 3.16  | -  | 14   | Henny Bulthuizen                            | HT, PB                                                              | In Henny's muziek zit genadeloos veel energie. |
| Uitdrukkingen en zegswijzen - de eigen boontjes doppen      | 3.46  | -  |      | -                                           | HT, PB                                                              | Allerlei uitdrukkingen en zegswijzen nader belicht. |
| Uitdrukkingen en zegswijzen - iemand zijn muil openbeuken   | 2.02  | -  |      | Johan                                       | HT, PB                                                              | Johan gaat in op de etymologie van 'iemand zijn muil openbeuken'. |
| Uitgedaagd worden door kleine meisjes                       | 5.29  | -  |      | -                                           | HT, PB                                                              | Vooral meisjes van tussen de 6 en de 8 jaar oud kunnen genadeloos uitdagen. |
| Uitvinder                                                   | 3.29  | -  |      | Ronald                                      | TM, PB                                                              | Ronald doet uitvindingen die merkwaardigerwijs lijken op al bestaande zaken. |
| Vaders' kontje                                              | 6.28  | -  |      | -                                           | HT, PB                                                              | Man wordt opgewonden van de kont van zijn vader en stuit op onbegrip. |
| Vakantiekiekjes                                             | 5.14  | -  |      | Geert                                       | TM, PB                                                              | Geert stond gek te kijken toen hij zijn vakantiefoto's op ging halen. |
| Van Gend & Loos versus de PTT                               | 5.16  | -  |      | -                                           | TM, PB                                                              | Het broeiende conflict tussen van Gend & Loos en de PTT. |
| Vast in de lift                                             | 4.38  | -  |      | -                                           | HT, PB                                                              | Man raakt in paniek in de lift met bloederige gevolgen. |
| Vee aan stukken rijden                                      | 7.00  | -  | 10   | -                                           | HT, PB                                                              | Een man blijft maar vee en andere dieren aanrijden. |
| Verdwaald tijdens een boswandeling in Noorwegen             | 2.02  | -  |      | -                                           | HT, PB                                                              | Noorwegen is de place to be voor boswandelingen. |
| Verhaal halen                                               | 4.54  | -  | 3    | Joost                                       | HT, PB                                                              | Joost komt even verhaal halen bij zijn moeder. |
| Verkankerd land                                             | 4.39  | -  |      | -                                           | HT, PB                                                              | Als hij het voor het zeggen had dan ging er weer eens de knoet overheen. |
| Verliefd op de koningin                                     | 4.01  | -  |      | -                                           | HT, TM, PB                                                          | Man is verliefd op de koningin. Ook seksueel. |
| Verloren dagboeken                                          | 6.47  | -  | 2    | Elbert Pips                                 | HT, PB                                                              | De herontdekking van de dagboeken van Friedrich Muswald. Nog een hele klus. |
| Vernedering                                                 | 3.11  | -  | 16   | -                                           | PB                                                                  | Man houdt heel veel van vernedering. |
| Vernielzucht                                                | 7.54  | -  | 19   | Bob                                         | HT, PB                                                              | Bob voelt zich in een bepaalde richting ontwikkelen. |
| Velzen Voorwaarts (Verras je tegenstander)                  | 5.55  | -  | 6    | Pim de Boer                                 | HT, PB                                                              | Trainer was naarstig op zoek naar vers bloed voor zijn elftal. |
| Verslaafd aan belletje trekken                              | 3.53  | -  |      | Arie                                        | HT, PB                                                              | Arie is 38 jaar en is verslaafd aan belletje trekken. Afkeur valt hem ten deel. |
| Verstoppertje                                               | 4.59  | -  | 24   | Gerard                                      | HT, PB                                                              | Gerard behandelt deze keer het spel 'verstoppertje'. |
| Vertrouwensarts                                             | 9.46  | -  | 9    | Richard Wisselaar                           | HT, PB                                                              | Vertrouwensarts heeft veel informatie over bekende Nederlanders. Dingen die het grote publiek niet hoeft te weten.                                                                                        |
| Vervelende dromen                                           | 3.43  | -  | 16   | -                                           | PB                                                                  | Man vertelt over een aantal vervelende dromen. |
| Videoclip                                                   | 6.07  | -  |      | -                                           | HT, PB                                                              | Het was zoeken, maar met behulp van de Duitse regisseur en een goed budget is het uiteindelijk dan toch gelukt.                                                                                           |
| Vliegen                                                     | 5.33  | -  | 7    | Guido van der Smisse                        | HT, PB                                                              | Kortrijkenaar Guido wilde graag vliegen maar voelt zich vernederd door de hoge heren van de KLM. |
| Voetbalhomo's                                               | 2.53  | -  |      | -                                           | TM, PB                                                              | Er worden toch wel wat namen uit het nationale voetbal genoemd. |
| Voetbaltrainer                                              | 5.02  | -  |      | -                                           | HT, PB                                                              | Voetbaltrainer is niet alleen de risee van de club, maar ook van zijn gezin. |
| Voetbaltrainer Weerter Boys                                 | 5.49  | -  |      | Bob van Schaften                            | TM, PB                                                              | Voetbaltrainer Bob van Schaften heeft een geheel eigen kijk op 'teambuilding'. |
| Vogels die iets verkeerds gegeten hebben                    | 7.12  | -  |      | Evert Zuidberg                              | HT, PB                                                              | Wat gebeurt er met vogels die iets verkeerd gegeten hebben? Evert Zuidberg vertelt. |
| Voorhuid afgenomen                                          | 5.38  | -  |      | -                                           | HT, PB                                                              | Een Vlaming verloor onder valse voorwendselen zijn voorhuid op zijn 12e en zit daar nogal mee. |
| Vooroordelen                                                | 4.36  | -  | 1    | Matthieu de Smet                            | HT, PB                                                              | Matthieu bestrijdt vooroordelen over negers, zoals kroeshaar, dikke lippen en een gebrek aan ritme. |
| Vorige levens                                               | 4.28  | -  | 11   | -                                           | PB                                                                  | Een man met 22 of 23 vorige, niet echt leuke levens. |
| Vork vasthouden voor spastici                               | 1.43  | -  |      | Elco, Bob, Kareltje, Pietje                 | HT, PB                                                              | Het spelletje 'Vork vasthouden voor spastici'. |
| Vrije slag                                                  | 5.23  | -  | 11   | Pater Bieman                                | PB                                                                  | Pater Bieman pleit voor de 'vrije slag'; een soort vrije trap maar dan voor onder andere boksers. |
| W.F. Hermans                                                | 5.13  | -  | 5.3  | Fons van der Kroef                          | HT, PB                                                              | W.F. Hermans-kenner Fons van der Kroef praat over het oeuvre van W.F. Hermans. |
| Waar is die toch gebleven?                                  | 5.57  | -  | 9    | Bob Kuijpers                                | HT, PB                                                              | Nederlander is op zoek naar iemand die hem net na de bevrijding geholpen heeft. |
| Wartaal en imitaties                                        | 4.50  | -  |      | Arie                                        | HT, PB                                                              | Arie en zijn vriend doen debiel. |
| Wat vind jij dan lekker?                                    | 4.26  | -  | 17   | -                                           | HT, PB                                                              | Interviewer is wel erg geïnteresseerd in 'bepaalde gevoelens' die de puber heeft. |
| Wereldkampioen ganzenborden                                 | 3.20  | -  |      | Rob                                         | HT, PB                                                              | Wereldkampioen ganzenborden 1996 Rob vertelt over de finale in Reykjavik. |
| Wereldrecord hoogspringen                                   | 6.10  | -  |      | Koen Verhoeven                              | HT, PB                                                              | Koen wil het wereldrecord hoogspringen verbeteren |
| Wie van de drie                                             | 6.13  | -  |      | Bert Postma                                 | HT, PB                                                              | Bert dacht toch echt dat hij de geschetste persoon in 'Wie van de Drie' was. |
| Yo God                                                      | 6.38  | -  |      | Elco en Joop                                | HT, PB                                                              | Het duo Yo, God! (Elco en Joop) maken rap om het evangelie te verkondigen. |
| Youp van 't Hek                                             | 9.12  | -  | 25   | Bart                                        | HT, PB                                                              | Bart is Youp van 't Hek tegengekomen in de sauna. |
| Zelfmoord                                                   | 4.17  | -  |      | -                                           | TM, HT                                                              | De drie kinderen van een man hebben allemaal zelfmoord gepleegd. Waarom? |
| Ziedend                                                     | 3.01  | -  |      | meneer Van der Weijden                      | TM, PB                                                              | Meneer Van der Weijden is reeds 4 jaar lang onafgebroken ziedend terwijl daar geen aanleiding voor is. |
| Zo is het leven                                             | 6.16  | -  | 15   | -                                           | HT, PB                                                              | De oorlog in Joegoslavië is een groot complot. |
| Zonnebank                                                   | 5.42  | -  |      | -                                           | HT, PB                                                              | Wegsukkelen onder de zonnebank was iets dat hij met zijn huidtype niet moest doen. |
| Zwartrijders                                                | 4.55  | -  |      | Peter Brokaat                               | HT, PB                                                              | NS heeft een nieuw beleid tegen zwartrijders |